# To mora da je ljubav
To mora da je ljubav peti je studijski album hrvatske pjevačice Nede Ukraden izdan 1982. godine za diskografsku kuću Jugoton.

## Popis pjesama
1. "Vrati se s kišom" (Rajko Dujmić – Mario Mihaljević – Rajko Dujmić)
2. "Reci mi gdje sam pogriješila" (Đorđe Novković – Željko Pavičić – Rajko Dujmić)
3. "Ne zovi me u ponoć" (Đorđe Novković – Mario Mihaljević – Rajko Dujmić)
4. "Kaća" (Rajko Dujmić – Saša Eraković – Rajko Dujmić)
5. "Leo" (Đorđe Novković – Željko Sabol – Rajko Dujmić)
6. "Piši mi" (Đorđe Novković – Mario Mihaljević – Rajko Dujmić)
7. "Davno ljeto" (Rajko Dujmić – J. Sliško – Rajko Dujmić)
8. "Najviše tvoja" (Rajko Dujmić – Domenika Vanić – Rajko Dujmić)
9. "To mora da je ljubav" (Rajko Dujmić – Konrad Mulvaj – Rajko Dujmić)
10. "Dođi (da ti se naslonim na rame)" (Đorđe Novković – Zrinko Tutić – Rajko Dujmić)

## O albumu
Po povratku u izdavačku kuću Jugoton 1982., Neda mijenja u potpunosti svoj imidž (kako vizualni, tako i glazbeni). Za suradnike odabire tada najpoznatije kompozitore Đorđa Novkovića i Rajka Dujmića. Pjesme na albumu su imale sasvim drugačiji zvuk u odnosu na prepoznatljivi folk stil kojem je Neda bila vjerna više od desetljeća. Okrenuvši se novom glazbenom pravcu, popu, Neda je promijenila vizualni izgled (uz pomoć Fadila Toskića) te ošišala do tada svoj zaštitni znak - dugu crnu kosu. Tadašnja publika dobro je prihvatila novu Nedu Ukraden, a album se izvrsno prodavao i dostegao tiraž od preko 350.000 prodanih primjeraka.  
Pjesme "Vrati se s kišom" i "Ne zovi me u ponoć" kao i pjesma "Šaj, šaj" s istoimenog albuma iz 1986., obrađene su i povezane 2010. godine u "Megamix" koji je uvršten na kompilaciju hitova Radujte se prijatelji.